# 九条道前
九条 道前（くじょう みちさき）は、江戸時代中期の公卿。摂政関白太政大臣・九条尚実の長男。官位は従一位・内大臣。九条家26代当主。号は盛光院。

## 経歴
延享3年（1746年）、九条尚実の長男として誕生。
内大臣（1759年 - 1770年）を務めた。明和6年（1769年）1月9日叙従一位。
明和7年（1770年）薨去。

## 系譜
- 父：九条尚実（1717-1787）
- 母：不詳
- 妻：恭姫（譲子） - 徳川宗勝の八女
  - 男子：九条輔家（1769-1785）